# Коновалове (Конотопський район)
Конова́лове — село в Україні, у Конотопському районі Сумської області. Населення становить 96 осіб. До 2020 орган місцевого самоврядування — Гвинтівська сільська рада.

## Географія
Село Коновалове розташоване між селами Гвинтове та Олександрівка (2-3 км).
До села примикає велика кількість іригаційних каналів. По селу тече струмок, що пересихає із загатою.

## Історія
- Село постраждало внаслідок геноциду українського народу, проведеного урядом СССР 1932–1933 та 1946–1947 роках.
- 12 червня 2020 року, відповідно до розпорядження Кабінету Міністрів України № 723-р «Про визначення адміністративних центрів та затвердження територій територіальних громад Сумської області», село увійшло до складу Буринської міської громади[1].
- 19 липня 2020 року, в результаті адміністративно-територіальної реформи та ліквідації Буринського району, увійшло до складу новоутвореного Конотопського району[2].

## Економіка
- Птахо-товарна ферма.